# Crângași (metrostation)
Crângași is een metrostation in Boekarest. Het station werd geopend op 22 december 1984 en wordt bediend door metrolijn 1. De naam van het station verwijst naar de gelijknamige wijk. De dichtstbijzijnde stations zijn Basarab en Semănătoarea.
Van Dristor 2 tot Pantelimon:
Dristor 2 · Piața Muncii · Iancului · Obor · Ştefan cel Mare · Piața Victoriei · Gara de Nord 1 · Basarab · Crângaşi · Semănătoarea · Grozăveşti · Eroilor · Izvor · Piaţa Unirii · Timpuri Noi · Mihai Bravu · Dristor 1 · Nicolae Grigorescu · Titan · Costin Georgian · Republica · Pantelimon